# Tropiocolotes chirioi
Tropiocolotes chirioi — вид геконоподібних ящірок родини геконових (Gekkonidae). Ендемік Алжиру. Описаний у 2022 році.

## Поширення і екологія
Tropiocolotes chirioi мешкають в Алжирській Сахарі.